# Gynogenese
Die Gynogenese ist eine Form der ungeschlechtlichen Vermehrung, wobei die Eientwicklung (Oogenese) infolge eines auslösenden Kontaktreizes der Eizelle mit einem Spermium ohne Befruchtung gestartet wird, sodass die väterlichen Erbinformationen nicht aufgenommen werden. Gynogenese erfolgt eher, wenn die männlichen und weiblichen Keimzellen nahestehenden Arten angehören, überwiegend bei Arten, die keine Begattung erfordern, sondern sich als Freilaicher im Wasser befruchten. Dabei wird ein Klon der Eizelle erzeugt, dessen Chromosomensatz haploid oder diploid oder polyploid ist, oder Mischformen davon annehmen kann.
Das Pendant, die ungeschlechtliche Fortpflanzung ausgehend von einem Spermium, heißt Androgenese. In der Botanik wird der entsprechende Vorgang Pseudogamie genannt.

## Beispiele
Der Amazonenkärpfling vermehrt sich mittels Gynogenese. Die rein weibliche Population nutzt das Sperma von Artverwandten (vor allem der Elternarten P. mexicana und P. latipinna), um sich fortzupflanzen. Man spricht auch von Sexualparasitismus. Beim Steinbeißer sind nur „Hybridweibchen“ zur Gynogenese fähig, die beim Klonen „auf das männliche Erbgut verzichten können, zur Eizellreifung aber kurzzeitig Kontakt mit Spermien benötigen, ohne dass es zur Verschmelzung kommt.“ Weitere Beispiele finden sich auch bei einigen Arten des Blauflecken-Querzahnmolchs.

## Nutzung durch den Menschen
In der Aquakultur wird davon Gebrauch gemacht, durch Sperma artverwandter Fische mit Rogen züchten zu können. Bemühungen gehen dahin, den Ploidiegrad und das Geschlecht der entstehenden Organismen durch die Wahl der Umgebungsbedingungen zu beeinflussen, wie Druck oder UV-Licht.